# Przejścia graniczne Słowacji
Granice Słowacji z Czechami, Polską, Węgrami i Austrią są od 21 grudnia 2007 wewnętrznymi granicami strefy Schengen. W myśl art. 2 układu z Schengen na granicach tych nie prowadzi się kontroli paszportowej ani celnej, a ich przekraczanie jest dozwolone w każdym miejscu i o każdym czasie; wobec tego nie ma na nich przejść granicznych.
Od 1 maja 2004 granice Słowacji z Czechami, Polską, Węgrami i Austrią są wewnętrznymi granicami Unii Europejskiej. Do czasu przystąpienia Słowacji do układu Schengen na tych granicach służby słowackie prowadziły tylko kontrolę paszportową.
Granicą zewnętrzną Unii Europejskiej i jednocześnie strefy Schengen jest obecnie tylko granica słowacko-ukraińska, na której jest dokonywana kontrola celna i paszportowa.
Słowackie przejścia graniczne były z reguły otwarte przez całą dobę, dla ruchu towarowego i osobowego, dla obywateli wszystkich państw świata. Odstępstwa od tej zasady zaznaczono niżej. Wykaz nie obejmuje przejść dla ruchu turystycznego i obsługujących tzw. mały ruch graniczny ani przejść granicznych w międzynarodowych portach lotniczych.

## Istniejące przejścia graniczne

### Granica zUkrainą

#### przejścia drogowe
- Vyšné Nemecké – Użhorod
- Ubľa – Małyj Bereznyj

#### przejścia kolejowe
- Maťovce – Użhorod (wyłącznie dla ruchu towarowego)
- Čierna nad Tisou – Czop

#### piesze i rowerowe
- Mali Selmency – Veľké Slemence

## Dawne przejścia graniczne

### Granica zCzechami

#### przejścia drogowe
- Kúty – Břeclav (na szlaku E65, autostradowe, dla ruchu towarowego)
- Brodské – Lanžhot
- Holíč – Hodonín
- Skalica – Sudoměřice
- Vrbovce – Velká nad Veličkou
- Myjava – Velká nad Veličkou
- Moravské Lieskové – Strání
- Drietoma – Starý Hrozenkov
- Horné Srnie – Bylnice
- Lysá pod Makytou – Střelná
- Makov – Horní Bečva
- Makov – Velké Karlovice
- Klokočov – Bílá
- Podzávoz – Šance
- Nová Bošáca – Březová
- Svrčinovec – Mosty u Jablunkova
- Červený Kameň – Nedašov

#### przejścia kolejowe
- Kúty – Lanžhot
- Holíč nad Moravou – Hodonín
- Skalica na Slovensku – Sumoměřice nad Moravou
- Myjava (Vrbovce) – Veľká nad Veličkou
- Nemšová – Vlársky Průsmyk
- Lúky pod Makytou – Horní Lideč
- Mosty u Jablunkova – Svrčinovec

### Granica zPolską

#### ważniejsze przejścia drogowe
- Skalité – Zwardoń
- Novoť – Ujsoły
- Oravská Polhora – Korbielów
- Trstená – Chyżne
- Suchá Hora – Chochołów
- Tatranská Javorina – Łysa Polana
- Podspády – Jurgów
- Lysá nad Dunajcom – Sromowce Wyżne
- Mníšek pod Popradom – Piwniczna
- Čirč – Leluchów
- Kurov – Muszynka
- Becherov – Konieczna
- Vyšný Komárnik – Barwinek
- Palota – Radoszyce

#### przejścia kolejowe
- Plaveč – Muszyna
- Skalité – Zwardoń
- Palota – Łupków

### Granica zWęgrami

#### przejścia drogowe
- Bratislava-Rusovce – Rajka(też dla ciężarowych)
- Hraničná pri Hornáde – Hidasnémeti
- Komárno – Komárom (tylko osobowe)
- Kráľ – Bánréve
- Slovenské Ďarmoty – Balassagyarmat
- Slovenské Nové Mesto – Sátoraljaújhely
- Šahy – Parassapuszta
- Šiatorská Bukovinka – Somoskőújfalu
- Dlhá Ves (Domica – Aggtelek)
- Hosťovce – Tornanádaska
- Milhosť – Tornyosnémeti
- Veľký Kamenec – Pácin
- Medveďov – Vámosszabadi
- Salka – Letkés.

#### przejścia kolejowe
- Bratisłava-Rusovce – Rajka
- Komárno – Komárom
- Štúrovo – Szob
- Fiľakovo – Somoskőújfalu.
- Lenartovce – Bánréve
- Čaňa – Hidasnémeti
- Slovenské Nové Mesto – Sátoraljaújhely

### Granica zAustrią

#### przejścia drogowe
- Bratislava-Petržalka – Berg
- Moravský Svätý Ján – Hohenau
- Bratislava-Jarovce – Kittsee (tylko ruch osobowy)

#### przejścia kolejowe
- Bratislava-Devínska Nová Ves – Marchegg
- Bratislava-Petržalka – Kittsee

### Rzeczne przejścia graniczne (porty nadDunajem)
- Komárno – Komárom
- Štúrovo – Esztergom